# Ukaz (računalništvo)
Ukaz (angleško command) je navodilo programu, s katerim se lahko izvajanje pretrga in se nato nadaljuje na določenem mestu z vnapraj določeno oznako. Ukaz je najmanjša enota v procesorkem jeziku. Nekateri procesorji imajo manj ukazov, ampak so kompleksnejši (CISC) drugi pa imajo več enostavnioh ukazov (RISC).